# Оклахома (Пенсільванія)
Оклахома (англ. Oklahoma) — місто (англ. borough) в США, в окрузі Вестморленд штату Пенсільванія. Населення — 788 осіб (2020).

## Географія
Оклахома розташована за координатами 40°34′54″ пн. ш. 79°34′40″ зх. д. / 40.58167° пн. ш. 79.57778° зх. д. (40.581581, -79.577767).  За даними Бюро перепису населення США в 2010 році місто мало площу 1,66 км², з яких 1,57 км² — суходіл та 0,09 км² — водойми.

## Демографія
Згідно з переписом 2010 року, у селищі мешкало 809 осіб у 358 домогосподарствах у складі 237 родин. Густота населення становила 488 осіб/км².  Було 385 помешкань (232/км²).
Расовий склад населення:
| - 98,3 % — білих - 0,7 % — чорних або афроамериканців - 0,2 % — азіатів |

До двох чи більше рас належало 0,6 %. Частка іспаномовних становила 0,6 % від усіх жителів.
За віковим діапазоном населення розподілялося таким чином: 17,9 % — особи молодші 18 років, 65,2 % — особи у віці 18—64 років, 16,9 % — особи у віці 65 років та старші. Медіана віку мешканця становила 47,9 року. На 100 осіб жіночої статі у селищі припадало 94,0 чоловіків;  на 100 жінок у віці від 18 років та старших — 90,8 чоловіків також старших 18 років.
Середній дохід на одне домашнє господарство  становив 54 994 долари США (медіана — 47 955), а середній дохід на одну сім'ю — 63 781 долар (медіана — 60 972). Медіана доходів становила 42 917 доларів для чоловіків та 40 417 доларів для жінок. За межею бідності перебувало 9,8 % осіб, у тому числі 23,7 % дітей у віці до 18 років та 6,9 % осіб у віці 65 років та старших.
Цивільне працевлаштоване населення становило 302 особи. Основні галузі зайнятості: освіта, охорона здоров'я та соціальна допомога — 27,5 %, виробництво — 16,6 %, роздрібна торгівля — 10,6 %, науковці, спеціалісти, менеджери — 8,3 %.